# Київський спортивний ліцей
Київський спортивний ліцей — ліцей міста Києва, володар багатьох престижних спортивних нагород. Заснований 1977 року, засновником ліцею є Київська міська рада . В ліцеї навчається 320 учнів. Вступ до навчального закладу здійснюється на основі конкурсного відбору. НОВИЙ САЙТ ЛІЦЕЮ - https://ksl.e-schools.info/

## Історія створення
На час свого заснування в 1977 році ліцей мав назву «Київська середня загальноосвітня школа-інтернат спортивного профілю».
Відповідно до наказів Міністерства освіти України, Головного управляння освіти м. Києва та відділу освіти Жовтневого району м. Києва школу було реорганізовано в Київське училище олімпійського резерву (1990 р.), в Київське училище фізичної культури (1992 р.), а в 1995 році, наказом Головного управління освіти м. Києва від 31.08.1995 р. № 169 училище було перейменовано в «Київський спортивний ліцей-інтернат» з наданням ліцензії на право здійснення освітньої діяльності (рішення колегії з ліцензування закладів нового типу Головного управління освіти м. Києва від 21-23 червня 1995 року, (протокол № 1).Закладу було затверджено спортивну спеціалізацію з баскетболу, волейболу, гандболу, веслування академічного, веслування на байдарках і каное та з інших видів спорту (учні додаткового контингенту), яких потребують збірні команди м. Києва та України.
У 2022 році ліцей отримав нову назву - Київський спортивний ліцей.
Головним завданням ліцею — є виховання та навчання талановитих, спортивно обдарованих, фізично розвинених учнів — патріотів своєї Держави, спроможних представляти Україну на міжнародних змаганнях найвищого рівня, та здобуття вихованцями закладу повної загальної середньої освіти.
Учні ліцею навчаються в 13 класах, що відповідає наповнюваності навчальних класів у навчальних спортивних закладах.
Термін навчання:
8, 9 класи — 2 роки.
10,11 класи — 2 роки.

## Символіка ліцею
У 2001 році розроблено та затверджено Герб, Прапор та Гімн ліцею. Автор слів Гімну, який звучить на кожній урочистій події навчального закладу — випускниця ліцею Михайловська Альона.

## Адміністрація ліцею
Директор — Тібабішев Володимир Борисович,1965 року народження.
Заслужений працівник фізичної культури і спорту України. Майстер спорту.
Заступник директора з навчально — спортивної роботи — Тімко Олександра Анатоліївна, 1967 року народження.
Вчитель-тренер, Заслужений тренер України, старший вчитель. Нагороджена Почесною грамотою МОН, Подяками голови КМДА, подяками голови СРДА та грамотами ГУОН.
Заступник директора з навчальної роботи — Ковальчук Ольга Михайлівна, 1958 року народження.
Вчитель математики, Старший вчитель, нагороджена Почесною грамотою МОН, знаком „Відмінник освіти України“, Подякою голови КМДА, подяками голови РДА та грамотами ГУОН.

## Будівлі ліцею
Навчальний корпус, зведений 1962 року. (бульвар Вацлава Гавела, 46)
Спортивні корпуси
Спортивний комплекс № 1 (вулиця Героїв Севастополя, 37) в якому розташовані:
- 2 зали загальної фізичної підготовки;
- 2 зали волейбольні (для юнаків і дівчат);
- 2 зали гандбольні (для юнаків і дівчат).
Спортивний комплекс № 2 „Хард“ (бульвар Вацлава Гавела,46) в якому розташовано:
- 2 зали баскетбольні (для юнаків і дівчат);
- 1 зал загальної фізичної підготовки для веслувальників.

## Склад педагогічних кадрів
Навчально-спортивний і навчально-виховний процес забезпечують 74 педагогічних працівників, включаючи 15 вихователів.
Серед педагогічних працівників закладу: — 8 вчителів-тренерів мають звання „Заслужений тренер України“, — 3 вчителі вищої категорії зі званням „Вчитель-методист“, — 8 вчителів мають звання „Старший вчитель“, — 44 вчителі вищої категорії, — 10 вчителів І категорії, — 6 вчителів II категорії, — 8 вчителів спеціалістів, — 17 вчителів мають звання „Відмінник освіти України“.
Адміністрація ліцею спільно з профспілковим комітетом постійно працює над згуртуванням та над формуванням творчого колективу однодумців: — створення позитивного мікроклімату в колективі; — створення належних умов роботи вчителів-тренерів, вчителів, вихователів (матеріальних, соціально-побутових, естетичних); — забезпечення максимально можливого педагогічного навантаження; — морального і матеріального стимулювання кадрів.

## Спортивні досягнення
Участь ліцею у спортивних змаганнях:
2008 — 2009 рр.:'
- 32 учні відділення академічного веслування стали переможцями та призерами першості України;
- учениця ліцею Колесник Тетяна увійшла до складу Національної збірної України та здобула VIII місце на першості світу в Австрії.
- учні відділення веслування на байдарках та каное стали призерами першості України;
- Семілєтов Володимир та Самойлов Олександр стали переможцями першості України з акробатики;
- Степановська Валерія стала переможцем першості Європи з настільного тенісу.

2009 — 2010 рр.:
- 37 учнів відділення академічного веслування стали переможцями та призерами Першості України;
- юнаки і дівчата відділення веслування на байдарках та каное стали призерами Першості України;
- Гриценко Олена стала переможцем першості України з дзюдо та фіналістом першості Європи.

2010 — 2011 рр.:
- 30 учнів відділення академічного веслування стали переможцями та призерами Першості України;
- учні ліцею Матвійчук Роман та Мазур Микола посіли III місце на чемпіонаті Європи, який проходив в Польщі;
- юнаки і дівчата відділення веслування на байдарках та каное стали призерами Першості України;
- команда жіночого футболу м. Києва посіла III місце в чемпіонаті України.

2012 рр.:
До складу національних збірних команд України увійшли 43 учні нашого закладу.
35 учнів відділення академічного веслування стали переможцями та призерами Першості України.
Учні ліцею Матвійчук Роман та Мазур Микола посіли III місце на чемпіонаті Європи, який проходив в Польщі та II місце на чемпіонаті світу серед юніорів.
Учні відділення веслування на байдарках та каное стали призерами Першості України.
Учні додаткового контингенту також брали участь у багатьох змаганнях. Гриценко Олена посіла II місце на чемпіонаті Європи з дзюдо, а Храмова Юлія стала чемпіонкою Європи з дзюдо.
Башмакова Катерина посіла III місце на Європейській першості з настільного тенісу.
Київський спортивний ліцей-інтернат посідає І місце в рейтингу спеціалізованих навчальних закладах спортивного профілю України та спортивні досягнення за 2012 рік.
З 2001 по 2011 роки в установі підготовлено 229 спортсменів-членів, кандидатів та резерву Національних збірних команд України. За підсумками оцінювання спортивної роботи спеціалізованих навчальних закладів спортивного профілю, яке щорічно проводиться Міністерством освіти і науки, сім'Ї, молоді та спорту України — ліцей традиційно посідає І місце серед спортивних ліцеїв України.
За час свого існування установа підготувала 96 олімпійців, 159 чемпіонів світу, 96 чемпіонів Європи, серед яких, такі видатні спортсмени, як Анатолій Тимощук, Олександр Волков, Ірина Колумбет, Світлана Мазій, Марина Ткаченко, Ольга Зубарева, Ігор Нагаєв, Тетяна Макарець, Ганна Маркушевська, Наталія Яценко, Лариса Заспа та багато інших. Лише за час незалежності України, 21 члени національної Олімпійської збірної команди України, які брали участь в Олімпійських Іграх з 1996 по 2008 роки — це вихованці Київського спортивного ліцею-інтернату різних років. Ще шість вихованців ліцею за цей період брали участь в Олімпійських Іграх у складі збірних команд інших держав.
На Олімпійських Іграх 2008 року, які проходили в Пекіні, Київський спортивний ліцей-інтернат був представлений в олімпійській збірній України чотирма вихованцями. Це Осіпенко — Радомська І., яка посіла І місце з веслування на байдарках і каное, Гонтюк Р. — III місце з дзюдо, Геннадій Білодід — V місце з дзюдо та Наталія Губа — учасник Олімпійських Ігор.
Олімпійські Ігри у Лондоні — 2012 рік:
1. Коженкова А. — І місце (академічне веслування);
2. Гонтюк Р. — дзюдо;
3. Прищепа М. — дзюдо;
4. Осипенко-Радомська І. — II місце на 500 м та II місце на 200 м. (веслування на байдарці);
5. Рачиба В. — боротьба греко — римська.